# Équipe cycliste Famcucine-Campagnolo

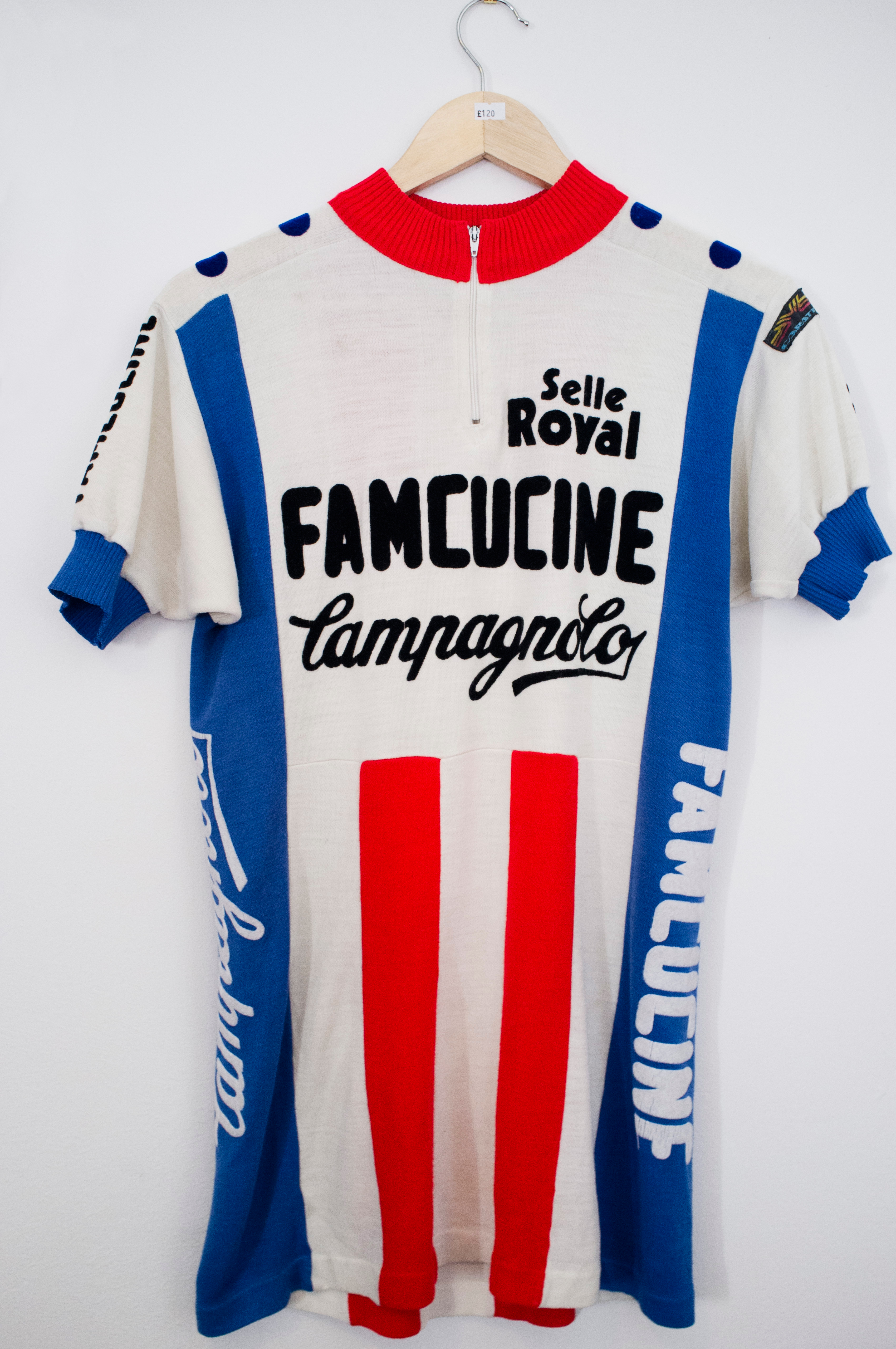
Famcucine-Campagnolo maillot

Famcucine-Campagnolo est une équipe cycliste professionnelle italienne créée en 1979 et disparue à l'issue de la saison 1982. Elle portait le nom de Magniflex-Famcucine lors de sa première saison.